# OR2L5
OR2L5 (англ. Olfactory receptor family 2 subfamily L member 5) – білок, який кодується однойменним геном, розташованим у людей на 1-й хромосомі. Довжина поліпептидного ланцюга білка становить 312 амінокислот, а молекулярна маса — 35 648.
| 10         |  | 20         |  | 30         |  | 40         |  | 50         |
| ---------- |  | ---------- |  | ---------- |  | ---------- |  | ---------- |
| MENYNQTSTD |  | FILLGLFPPS |  | KIGLFLFILF |  | VLIFLMALIG |  | NLSMILLIFL |
| DTHLHTPMYF |  | LLSQLSLIDL |  | NYISTIVPKM |  | ASDFLYGNKS |  | ISFIGCGIQS |
| FFFMTFAGAE |  | ALLLTSMAYD |  | RYVAICFPLH |  | YPIRMSKRMY |  | VLMITGSWMI |
| GSINSCAHTV |  | YAFRIPYCKS |  | RAINHFFCDV |  | PAMLTLACTD |  | TWVYEYTVFL |
| SSTIFLVFPF |  | TGIACSYGWV |  | LLAVYRMHSA |  | EGRKKAYSTC |  | STHLTVVTFY |
| YAPFAYTYLC |  | PRSLRSLTED |  | KVLAVFYTIL |  | TPMLNPIIYS |  | LRNKEVMGAL |
| TRVIQNIFSV |  | KM         |  |            |  |            |  |            |

A: Аланін

C: Цистеїн

D: Аспарагінова кислота

E: Глутамінова кислота

F: Фенілаланін

G: Гліцин

H: Гістидин

I: Ізолейцин

K: Лізин

L: Лейцин

M: Метіонін

N: Аспарагін

P: Пролін

Q: Глутамін

R: Аргінін

S: Серин

T: Треонін

V: Валін

W: Триптофан

Кодований геном білок за функціями належить до рецепторів, g-білокспряжених рецепторів, білків внутрішньоклітинного сигналінгу. 
Локалізований у клітинній мембрані.